# Шоимош (Арад)
Шоимош (рум. Șoimoș) насеље је у Румунији у жупанији Арад у граду Липова. Место се налази на надморској висини од 137 m.

## Историја
Средином 16. века Шољмош је био један од спахилука тамишког жупана Петра Петровића. Претходни власник био је брат Божића Радића, Стеван Балиптић.
У Шојмошу је почетком 18. века било Срба граничара. Стигли су ту 1702-1703. године из околине Будима и Острогона. Пописани су 1703. године: 1 капетан, 9 официра, 20 коњаника и 100 пешака; укупно 130 милитараца. Насеље 1715. године има милитарски статус. Када је новембра 1750. године вршено изјашњавање у вези будућег статуса, у месту се за провинцијал изјаснио од официра капетан Живан Терзин. За војнички статус се ту нико није одлучио.

## Становништво
Према подацима из 2002. године у насељу је живело 1029 становника.

### Попис2002.
| Расподела становништва по националности 2002.‍ | Расподела становништва по националности 2002.‍ | Расподела становништва по националности 2002.‍ | Расподела становништва по националности 2002.‍ | Расподела становништва по националности 2002.‍ |
| --------------------------------------------- | --------------------------------------------- | --------------------------------------------- | --------------------------------------------- | --------------------------------------------- |
|                                               |                                               |                                               |                                               |                                               |
| Румуни                                        | Румуни                                        |                                               | 1.009                                         | 98,3%                                         |
| Мађари                                        | Мађари                                        |                                               | 7                                             | 0,7%                                          |
| Украјинци                                     | Украјинци                                     |                                               | 10                                            | 1,0%                                          |